# Ивонин, Юрий Евгеньевич
Ю́рий Евге́ньевич Иво́нин (26 августа 1947, Бранденбург — 29 декабря 2021) — советский и российский историк, медиевист, специалист по истории международных отношений позднего средневековья и раннего нового времени, истории Англии ХVI века и Германии ХVI-ХVIII веков. Доктор исторических наук (1985), профессор (1989), заведующий кафедрой Смоленского государственного университета (с 1995 г.), прежде декан ЗНУ и преподаватель БГУ.
Заслуженный деятель науки Российской Федерации (2008), почётный работник высшего профессионального образования Российской Федерации (2001).

## Биография
Родился в семье военнослужащего, проходившего службу в группе советских войск в Германии.
В 1969 году окончил исторический факультет Пермского государственного университета, в 1974 году — аспирантуру ЛГУ. С того же года работал в Белорусском государственном университете на кафедре истории древнего мира и средних веков. В 1980—1981 годах 10 месяцев проходил научную стажировку в Лейпцигском университете. С 1987 года — в Запорожском государственном университете, где заведовал кафедрой всеобщей истории и являлся деканом исторического факультета.
С 1995 г. заведующий кафедрой всеобщей истории Смоленского государственного университета (СГПИ, СГПУ), читал учебный курс по истории средних веков, спецкурсы «Политические портреты XVI в.», «Священная Римская империя в XVI—XVIII вв.», «Политические и правовые учения в Германии XVI—XVIII вв.». Организатор крупных международных конференций, проходивших в СмолГУ (Религия и политика в Европе XVI—XX вв., 1998 г.; Россия, Польша, Германия в европейской и мировой политике XVI—XX вв., 2001 г.; Священная Римская империя, Германия и Россия в европейских конфликтах Нового времени, 2010 г.).
Указывается продолжателем ленинградской исторической школы.
Сфера научных интересов — международные отношения раннего Нового времени, Англия XVI в., Священная Римская империя и Германия раннего Нового времени. В 1974 г. в ЛГУ защитил диссертацию на соискание ученой степени кандидата исторических наук на тему «Реформация Генриха VIII и внешняя политика Англии» (под руководством профессора В. В. Штокмар), в 1984 г. в там же защитил докторскую диссертацию «Англия и Священная Римская империя в системе международных отношений конца XV — первой половины XVI в.». Главный научный проект — «Универсализм и территориализм. Старая империя и территориальные государства Германии в раннее Новое время. 1495—1806 гг.». Развивал концепцию об итальянских войнах как первом общеевропейском конфликте. В 1990—2002 гг. являлся представителем от СССР, Украины и Российской Федерации в международном научном бюллетене «Историки раннего Нового времени» (США).
Член диссертационного совета по истории при Брянском государственном университете им. акад. И. Г. Петровского, руководитель более 10 защищенных кандидатских диссертаций, под началом проф. Ивонина защитились в частности первый проректор Академии МИД Украины В. Г. Циватый, проректор по учебной работе Смоленского государственного университета М. Н. Артеменков.
Опубликовал более 450 научных работ, в том числе более 150 в центральных и зарубежных изданиях, а также 12 монографий. В Минске в издательстве «Университетское» были опубликованы его первые монографии «У истоков европейской дипломатии нового времени» (1984) и «Становление европейской системы государств. Англия и Габсбурги на рубеже двух эпох» (1989).
- Кризис и трагедия континента. Тридцатилетняя война (1618—1648) в событиях и коллективной памяти Европы / науч. ред. и сост. Ю. Е. Ивонин и Л. И. Ивонина. — М. : Транс-Лит, 2015. — 564 с. {Рец.}

Супруга — также доктор исторических наук, профессор, почетный работник высшего профессионального образования РФ Л. И. Ивонина.